# بريوودسيد (باركشير)
بريوودسيد (بالإنجليزية: Braywoodside)‏ هي قرية تقع في المملكة المتحدة في جنوب شرق إنجلترا.